# Anna Kołyszko

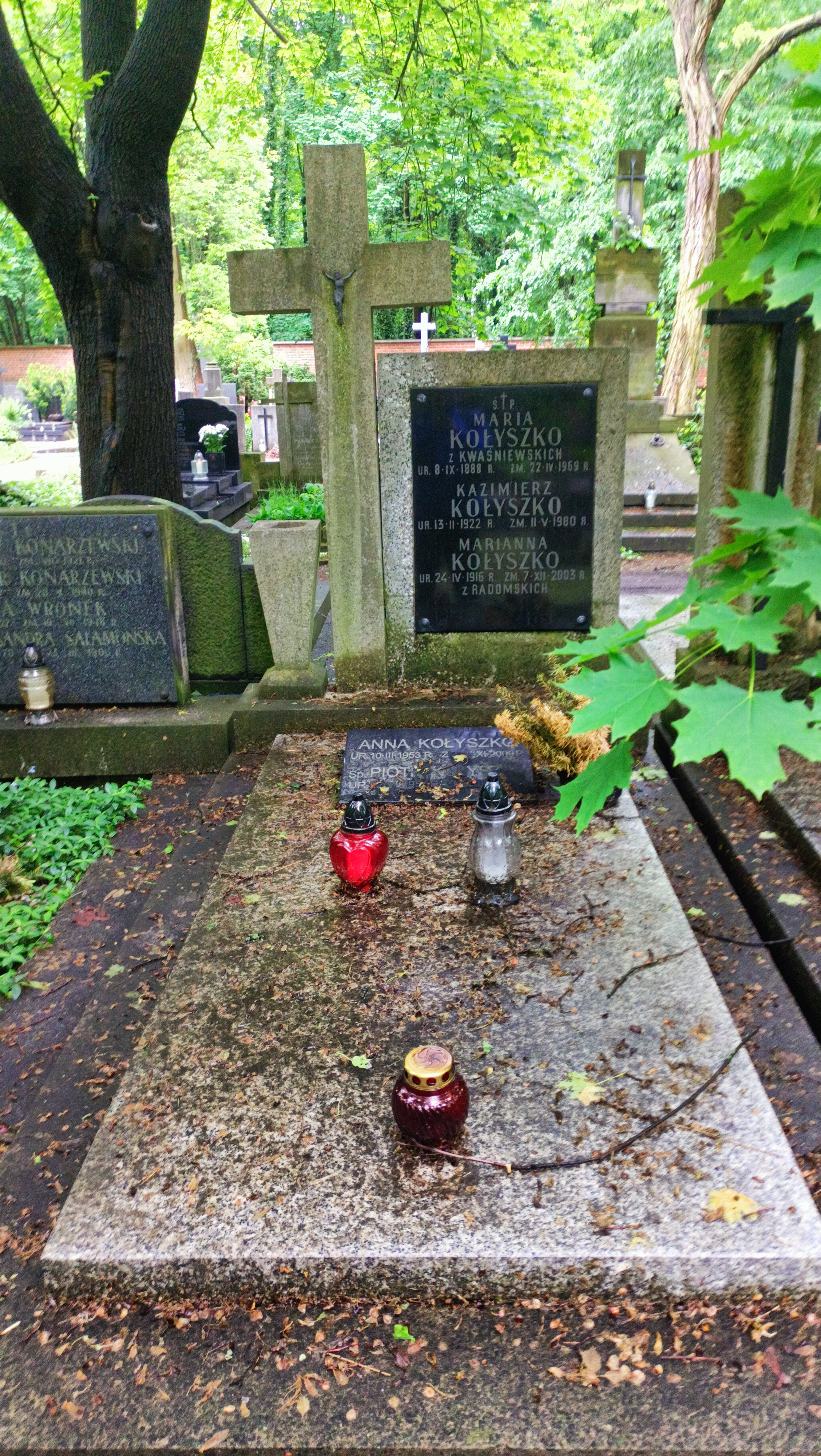
Grób Anny Kołyszko na cmentarzu Powązkowskim

Anna Maria Kołyszko (ur. 10 marca 1953 w Warszawie, zm. 18 listopada 2009 tamże) – polska tłumaczka literatury pięknej z języka angielskiego.

## Życiorys
Urodziła się w rodzinie Kazimierza Kołyszki (1922–1980), ekonomisty, i Marianny z Radomskich (1916–2003), urzędniczki państwowej. Uczęszczała do XXXIII Liceum Ogólnokształcącego im. Mikołaja Kopernika w Warszawie. Po zdaniu matury, w latach 1971–1973 studiowała anglistykę na Uniwersytecie Marii Curie-Skłodowskiej w Lublinie, następnie na Uniwersytecie Warszawskim, który ukończyła w 1976 i uzyskała magisterium. W latach 1976–1979 uczęszczała na studia doktoranckie przy Instytucie Anglistyki UW. W 1974 r. opublikowała pierwszy przekład opowiadań Anaïs Nin w „Literaturze na Świecie”. Tłumaczenia utworów literackich publikowała m.in. w czasopismach: „Literatura na Świecie”, „ITD”, „Szpilki”, „Słowo Powszechne”, „Obscura”, „Dialog”, „Puls”, „Playboy” „NaGłos”, „Przekrój”, „Zeszyty Literackie”, „Gazeta Wyborcza”. Od 1977 do 1989 współpracowała z Redakcją Opracowań Filmów Telewizji Polskiej, dla której przekładała listy dialogowe do kilkuset filmów. W latach 1977–1984 publikowała recenzje z prozy anglosaskiej w miesięczniku „Nowe Książki”. Od 1982–1991 pracowała w redakcji miesięcznika „Literatura na Świecie”. W latach 80. XX w. współpracowała jako tłumaczka z pismem „Ameryka”, później „Dialogue”. Od 1996 do 2009 współpracowała z miesięcznikiem „Przegląd Reader’s Digest”.
Była członkiem: Koła Młodych Tłumaczy Związku Literatów Polskich (1976–1979), Związku Literatów Polskich (1979–1983), Stowarzyszenia Autorów ZAiKS (1989–2009), Stowarzyszenia Pisarzy Polskich (1990–2009), Polskiego PEN Clubu (1992–2009).
Mieszkała w Warszawie. Zmarła 18 listopada 2009, pochowana na cmentarzu Powązkowskim (kwatera 244-2-6).

## Przekłady (wybór)
- Anne Enright – Tajemnica Hegartych
- Chelsea Handler – W pozycji horyzontalnej
- Clifford Chase – Oskarżony pluszowy M.
- Cormac McCarthy – Dziecię boże
- Donald Barthelme – Osobliwości
- Donald McCaig – Rhett Butler
- Doris Lessing – Alfred i Emily
- Eve Ensler     – Monologi waginy
- Henry Miller – Zwrotnik Koziorożca
- Iosif Brodski – Pochwała nudy
- Jack Kerouac – W drodze
- James Patterson – Cross
- James Patterson, Maxine Paetro – Piąty jeździec Apokalipsy
- Janet Malcolm – Dwa życia. Gertruda i Alicja
- Joan Didion – Graj jak się da
- Lawrence Durrell – Monsieur, albo Książę Ciemności, Livia,albo pogrzebanie żywcem, Sebastian, albo wszechwładne namiętności
- Leonard Cohen – Piękni przegrani
- Linda Francis Lee – Diablica w klubie kobiet
- Martin Amis – Pola Londynu
- Matt Richtel – W potrzasku
- Myra Friedman – Janis Joplin. Żywcem pogrzebana
- Nancy Weber – Zamienię życie
- Philip Roth – Kompleks Portnoya
- Robert Coover – Impreza u Geralda
- Ronlyn Domingue – W zbawiennej próżni
- Salman Rushdie – Dzieci Północy
- Susan Sontag – Zestaw do śmierci
- T. Coraghessan Boyle – Rozdarta skała
- Torsten Krol – Biali bogowie
- Virginia Woolf – Noc i dzień (wspólnie z Magdą Heydel)
- Vladimir Nabokov – Pnin, Patrz na te arlekiny!, Czarodziej, Oko, Pamięci, przemów. Autobiografia raz jeszcze, Splendor
- Woody Allen – Bóg

## Nagrody i wyróżnienia
- 1976 – Wyróżnienie „ITD” za przekład Zwierciadła w stronę życia Johna Bartha, fragm. Giles Goat-Boy („ITD”, nr 35/823)
- 1981 – Stypendium im. Janusza Korczaka (Polski PEN Club)
- 1983 – Nagroda „Literatury na Świecie” w kategorii debiutu za przekład Osobliwości Donalda Barthelmego
- 1986 – Wyróżnienie Stowarzyszenia Tłumaczy Polskich w kategorii prozy za przekład Kompleksu Portnoya Philipa Rotha
- 1989 – Nagroda Stowarzyszenia Tłumaczy Polskich w kategorii prozy za przekład Dzieci północy Salmana Rushdiego
- 1991 – Nagroda Polskiego PEN Clubu za działalność przekładową
- 1997 – Nagroda literacka ZAiKS-u dla tłumaczy[3]